# قوشه سفلی
قوشه سفلی روستایی است که در استان اردبیل، شهرستان مشگین‌شهر، بخش ارشق، دهستان ارشق شمالی قرار دارد. این روستا مرکز ارشق شمالی می‌باشد و با وسعت حدود ۴۹۳ هکتار و در فاصله ۴۶ کیلومتری شهرستان مشگین شهر واقع شده است. و یکی از روستاهای باقدمت و تاریخی به حساب می‌آید. قوشه سفلی در مسیر جاده اردبیل-گرمی و مشگین شهر-پارس آباد واقع شده است. قوشه سفلی دارای امکانات قابل توجهی نسبت به سایر روستاهای ارشق شمالی دارد. این روستا از شمال با قوشه علیا در چهار کیلومتری، از جنوب با قره چی علیا و سفلی، از شرق با روستای اولما و از غرب با خلیفه داوود همسایه می‌باشد. از مکان‌های تاریخی این روستا می‌توان به ارگ قوشه(قوشا قالاسی)، حمام تاریخی(کهنه حمام) و قوشا تپه که با زیر خاکی های نهفته در دل خود معروف بود که متأسفانه توسط عده ای سودجو و غارتگر مورد سرقت قرارگرفته اشاره کرد. از جمله امکانات این روستا می‌توان به آب آشامیدنی، برق، گاز طبیعی،تلفن، اینترنت پرسرعت ADSL2+، پست بانک، مرکز بهداشت، خانه بهداشت، ایستگاه آتش نشانی، اداره و فروشگاه تعاونی، سالن فوتسال، مدارس تحصیلی اعم از ابتدایی، راهنمایی (دوره متوسطه اول) ، دبیرستان (دوره متوسطه دوم) و همچنین خوابگاه شبانه روزی دخترانه، انبار غلات، خدمات برادران روح نواز و غیره اشاره کرد. همچنین می‌توانید در نقشه بین‌المللی گوگل مپ به آدرس مکان‌های دیگر را جستجو و مشاهده کنید.
تکمیل شده توسط hamedgosha

## جمعیت
بر اساس سرشماری سال ۱۳۸۵ جمعیت این روستا 989 نفر با 320 خانوار بوده‌است.